# غشای پارگین
غشای پارگین (به انگلیسی: Cloacal membrane) غشایی است که پارگین رویانی را در طول رشد اندام‌های ادراری و تولیدمثلی می‌پوشاند. این اندام توسط اکتودرم و اندودرم تشکیل می‌شود که با هم تماس دارند.